# (612245) 2001 QX322
(612245) 2001 QX322 est un transneptunien de magnitude absolue 6,5.
Son diamètre est estimé de 180 km à 330 km, ce qui le qualifie comme un candidat au statut de planète naine.